# Stéphane Macha
Stéphane Macha est un acteur français.

## Biographie
De son vrai nom Stéphane Machanovitch, il joue dans des films érotiques, puis endosse des petits rôles dans de nombreux films.

## Filmographie
- 1970 : Dossier prostitution de Jean-Claude Roy (documentaire)
- 1973 : Je suis frigide… pourquoi ? (Comment le désir vient aux filles) de Max Pecas
- 1973 : Les Gants blancs du diable de László Szabó
- 1973 : Le tango de la perversion de Pierre-Claude Garnier
- 1974 : La kermesse érotique de Raoul André
- 1975 : Le Gitan de José Giovanni : le père de Hugo Senart, dit « le Gitan »
- 1975 : Histoire d'O de Just Jaeckin
- 1976 : Police Python 357 d'Alain Corneau : un pilleur d'église
- 1977 : Le vieux pays où Rimbaud est mort de Jean-Pierre Lefebvre
- 1978 : Les Ringards de Robert Pouret
- 1978 : L'Amant de poche de Bernard Queysanne
- 1978 : La Part du feu d'Étienne Périer
- 1979 : Le jeune homme vert de Roger Pigaut

## Théâtre
- 1978 : La Ville de Paul Claudel[2]